# Electromecánicas
Electromecánicas es un barrio del distrito Poniente-Norte de Córdoba (España), situado a unos dos kilómetros al oeste del centro de la ciudad. Es conocido con ese nombre por la antigua presencia en la zona del complejo industrial de la hoy desaparecida Sociedad Española de Construcciones Electromecánicas (SECEM).

## Historia
Fue creado por la empresa de transformación de cobre SECEM (Sociedad Española de Construcciones Electromecánicas), para alojar a parte de sus empleados. El barrio en un principio era una agrupación de casas a la entrada de la fábrica dotado con iglesia, colegio, economato y un barrio anexo separado por la carretera de entrada a la citada fábrica que era el "barrio de los ingenieros".
Posteriormente se creó otro barrio en la margen derecha de la carretera de Palma del Río (Electromecánicas II) y un tercero en la misma margen de la carretera pero unos 700 metros más adelante (Electromecánicas III). Entre el 2 y el 3 se creó un "centro comercial" donde se construyó otra escuela, un estadio de fútbol, tiendas, barbería y otros servicios.
Estos barrios eran propiedad de la empresa SECEM y su mantenimiento dependía de ésta, así como su vigilancia que era llevada a cabo por guardas en nómina de la empresa que recorrían los barrios en bicicleta y entre sus cometidos se encontraba incluso el apagado-encendido del alumbrado de sus calles. Con el tiempo la empresa se desligó de las casas y vendió a bajo precio las casas a sus inquilinos. 